# Jacek Leluk
Jacek Paweł Leluk (ur. 25 maja 1956 w Zielonej Górze, zm. 18 sierpnia 2019) – polski biolog, biochemik i bioinformatyk, doktor habilitowany nauk biologicznych w dyscyplinie biochemia.

## Życiorys
Ukończył studia na Uniwersytecie Wrocławskim na kierunku biochemia. W 1983 na tej samej uczelni obronił rozprawę doktorską zatytułowaną Oczyszczanie i charakterystyka inhibitorów trypsyny z nasion cukinii, napisaną pod kierunkiem Antoniego Polanowskiego, uzyskując stopień doktora nauk biologicznych. W 2001 roku na Wydziale Nauk Przyrodniczych otrzymał stopień doktora habilitowanego nauk biologicznych w zakresie biochemii na podstawie pracy Analiza teoretyczna białek o zróżnicowanej funkcji, właściwościach i pochodzeniu z zastosowaniem algorytmu semihomologii genetycznej.
Był zatrudniony w Instytucie Biochemii i Biologii Molekularnej na Wydziale Nauk Przyrodniczych Uniwersytetu Wrocławskiego, od 2003 roku pracował w Interdyscyplinarnym Centrum Modelowania Matematycznego i Komputerowego Uniwersytetu Warszawskiego, zaś od 2005 był pracownikiem Uniwersytetu Zielonogórskiego, gdzie m.in. kierował Katedrą Biochemii i Bioinformatyki Wydziału Nauk Biologicznych. Wykładał także w Hanoi University of Science w Wietnamie. Brał udział w różnych projektach badawczych i odbył wiele staży zagranicznych, m.in. w Japonii, Wietnamie i Stanach Zjednoczonych.
Był członkiem stowarzyszenia Mensa Polska, w którym wchodził w skład zarządu: w latach 2000–2002 na stanowisku Koordynatora ds. Członkostwa i Rozwoju oraz w latach 2004–2006 na stanowisku Koordynatora ds. Rozwoju. Tworzył testy na inteligencję. Prywatnie interesował się speleologią i kulturą Wschodu, zwłaszcza Wietnamu, grał na wielu instrumentach (m.in. na skrzypcach i instrumentach klawiszowych), tworzył piosenki, malował, uprawiał judo i tenis stołowy.
Zmarł 18 sierpnia 2019 roku. Został pochowany na starym cmentarzu komunalnym przy ul. Wrocławskiej w Zielonej Górze 23 sierpnia 2019.